# Arrondissement Vouziers
Vouziers is een arrondissement van het Franse departement Ardennes in de regio Grand Est. De onderprefectuur is Vouziers.

## Kantons
Het arrondissement was tot 2014 samengesteld uit de volgende kantons:
- Kanton Attigny
- Kanton Buzancy
- Kanton Le Chesne
- Kanton Grandpré
- Kanton Machault
- Kanton Monthois
- Kanton Tourteron
- Kanton Vouziers

Na de herindeling van de kantons in 2014, met uitwerking in maart 2015, zijn dat:
- Kanton Attigny
- Kanton Vouziers (deel 39/51)